# پنج انگشت (فیلم ۲۰۰۶)
پنج انگشت (به انگلیسی: Five Fingers) یک فیلم درام-دلهره‌آور آمریکایی محصول سال ۲۰۰۶ به کارگردانی لورنس مالکین است. این فیلم در هلند، مراکش و لوئیزیانا در سال ۲۰۰۴ فیلمبرداری شد.

این فیلم در کوتاه مدت در سینماها عملاً هیچ درآمدی کسب نکرد. فیلم دارای سه نقد مثبت و یک نقد منفی است.